# Teijin
Teijin Limited (jap. 帝人株式会社 Teijin Kabushiki-gaisha) – japońskie przedsiębiorstwo chemiczne, farmaceutyczne oraz włókiennicze. Jego głównym obszarem zainteresowania są m.in. włókna o wysokiej wydajności, takie jak aramidy, włókna węglowe i ich kompozyty, a także przetwórstwo tworzyw sztucznych i włókien poliestrowych. Spółka jest notowana na Tokijskiej Giełdzie Papierów wartościowych, wchodzi w skład indeksu Nikkei 225.
Przedsiębiorstwo powstało jako przędzalnia jedwabiu w 1915 roku, od 1918 działa jako Teikoku Jinzo Kenshi.

## Główne spółki zależne
- Teijin Frontier – 100%
- Teijin Pharma – 100%
- Toho Tenax – 100%
- Infocom – 58,1%